# Lucius Attius Macro
Lucius Attius Macro est un sénateur et général romain, actif au début du IIe siècle. Il fut consul dans la dernière partie de l'an 134 en tant que collègue de Publius Licinius Pansa.  Il est entièrement connu par des inscriptions.
Après avoir servi comme préteur, Macro est légat ou commandant de deux légions romaines : Legio I Adiutrix, qui est stationnée à Brigetio en Pannonie supérieure;  et la Legio VII Gemina, qui eststationnée à Hispania Tarraconensis.  Les sénateurs commandent rarement plus d'une légion dans leur carrière; en compilant une liste de tous les hommes connus pour en avoir commandé deux ou plus, Anthony Birley n'a identifié que trente-trois hommes. Attius Macro est également attesté comme gouverneur de la Pannonie inférieure juste avant d'accéder au consulat ; Werner Eck date son mandat dans cette province de l'an 130 à 134.
Après sa démission du consulat, la vie d'Attius Macro est un blanc.